# الکساندر گراهام بل
الکساندر گراهام بل (به انگلیسی: Alexander Graham Bell) (زادهٔ ۳ مارس ۱۸۴۷ – درگذشتهٔ ۲ اوت ۱۹۲۲) مخترع، مبتکر و دانشمند اسکاتلندی-آمریکایی بود. بل اختراعات زیادی داشته، اما شهرت او بیشتر به خاطر اختراع تلفن است. از دیگر اختراعات معروف وی می‌توان به فلزیاب و خرپای سه‌بعدی یا فضا کار اشاره کرد.

## زندگی
الکساندر گراهام بل مخترع تلفن در ۳ مارس ۱۸۴۷ (میلادی) در شهر ادینبورگ در اسکاتلند زاده شد. (البته مخترع واقعی تلفن کسی نیست جز یک آمریکایی ایتالیایی تبار به نام آنتونیو میوچی. قطعنامه شماره 269 کنگره ایالات متحده آمریکا به تاریخ یازدهم ژوئن2002،تصریح می کند: به علت ورشکستگی مالی مخترع و حراج اموالش! “اگر آنتونیو میوچی قادر می‎‌بود، عوارض ده دلاری ثبت اختراع تلفن خود را در سال ۱۸۷۴ بپردازد، الکساندر گراهام بل بعد از وی، هیچ‌گاه نمی توانست اختراع تلفن رابه نام خود به ثبت برساند!”) چندسالی به مدرسه نرفت ولی در دوران تحصیل شاگرد ممتازی بود. او تحصیلات دانشگاهی نداشت و از آنجا که پدر گراهام بل یعنی ملویل بل متخصص فیزیولوژی صدا، اصلاح گفتار و آموزش به ناشنوایان بود در همان دوران کودکی، به شغل پدر علاقه‌مند شد و تصمیم گرفت با آن امرار معاش کند.
او در سال ۱۸۷۱ میلادی دو برادر خود را به خاطر سل از دست داد، اما خود از بیماری جان سالم به در برد و در همان سال به همراه پدر و مادر خود راهی شهر برنتفورد در انتاریوی کانادا شد، او یک سال در آن‌جا دوران نقاهت خود را سپری کرد.
در همان سال الکساندر راهی آمریکا شد چون نامه‌ای از خانم سارا فولر، مدیر آموزشگاه ناشنوایان بوستون دریافت کرد که در آن نامه از او خواسته شده بود که شغل معلمی در آن آموزشگاه را بپذیرد و از آن پس، بل هر روز به کلاس درس می‌رفت و روش‌هایی را که از پدر خود برای آموزش ناشنوایان یادگرفته بود به کار می‌بست. او در پایان روز آزمایش ارتعاش را با دیاپازن‌های خود ازسر می‌گرفت، او دیاپازن‌های خود را در اتاق خواب گذاشته بود و بر روی آن‌ها کار می‌کرد و معتقد بود که مسئله ارتعاش مجهولات زیادی دارد او در این زمینه به مطالعه یکی از کتاب‌های مشهور هرمان فون هلمهولتز، فیزیکدان نامی آلمانی، به نام تئوری وظایف اعضاء مبنی بر مطالعه احساسات شنوایی پرداخت و در همین زمان یعنی در دهه هفتاد او در کارگاه برق چارلز ویلیامز که مرجع بسیاری از مخترعان بود با توماس واتسون آشنا شد.
گراهام‌بل در سال ۱۸۷۱ به شهر بوستون در ایالت ماساچوست آمریکا نقل مکان کرد. در آنجا در سال ۱۸۷۵ به برخی کشفیات مختلف دست یافت که سرانجام به اختراع تلفن منتهی گردید. بل اظهار نامه مربوط به درخواست ثبت حق انحصاری اختراع خود را در فوریه سال ۱۸۷۶ تسلیم کرد و امتیاز مربوط به آن چند هفته بعد به وی داده شد (جالب اینکه شخص دیگری به نام الیشا گری در همان روز و تنها یکی دو ساعت دیرتر اظهارنامه ثبت اختراع وسیله کاملاً مشابهی را تسلیم مقامات مربوط نمود).

کمی پس از دریافت امتیاز مزبور گراهام بل دستگاه تلفن اختراعی خود را در سالن نمایشگاه سنتنیال فیلادلفیا به معرض نمایش گذاشت. اختراع بل با استقبال گرمی مواجه شد و جایزه‌ای نیز به او اعطا گردید. حق بهره‌برداری انحصاری از این اختراع در قبال مبلغ یکصدهزار دلار به کمپانی «وسترن یونیون تلگراف» پیشنهاد شد ولی کمپانی مزبور از خرید آن امتناع کرد؛ بنابراین بل و دستیارانش در ژوئیه ۱۸۷۷ خود به تأسیس شرکتی همت گماشتند که آن شرکت در حقیقت سلف همین کمپانی «آمریکن تلفن و تلگراف» امروزین بود. تلفن از همان آغاز توفیق تجاری بسیار بزرگی روبه‌رو گردید. 

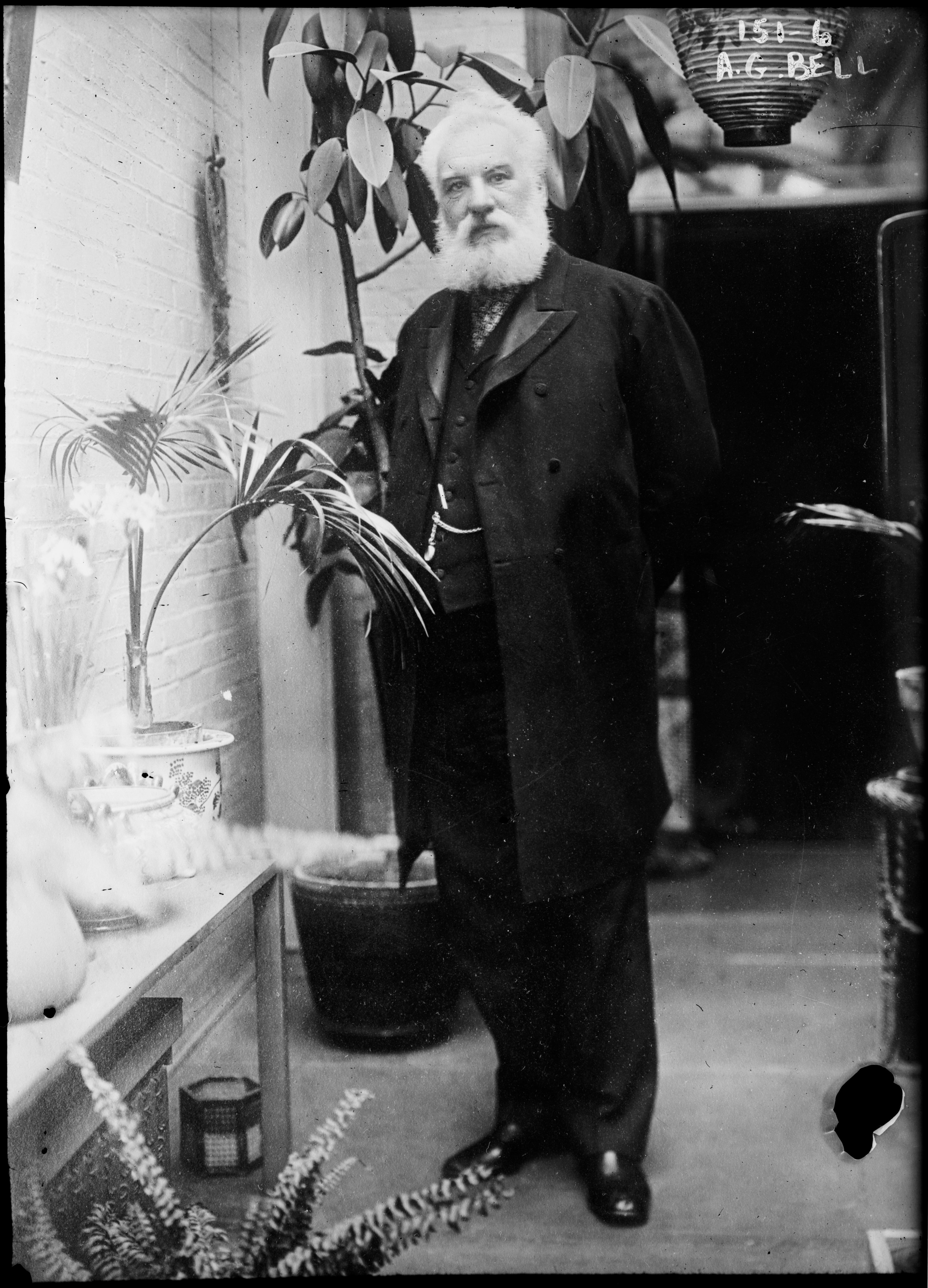
گراهام بل در سال آخر زندگی‌اش

ظاهراً بل و همسرش که در مارس ۱۸۷۹ حدود پانزده درصد سهام شرکت تلفن را داشتند تصور نمی‌کردند که کمپانی آن‌ها به زودی تبدیل به شرکتی با سوددهی افسانه‌ای خواهد شد. آن‌ها طی چند ماه اکثر سهام خود را با بهای متوسط هر سهم ۲۵۰ دلار فروختند. تا ماه نوامبر ارزش سهام شرکت به یکهزار دلار رسید. در سال ۱۸۸۱ آن‌ها باز هم دست به کاری غیرعاقلانه زدند و یک سوم بقیه سهام باقی مانده خود را فروختند. با وجود این در سال ۱۸۸۳ ثروت بل و همسرش بالغ بر یک میلیون دلار می‌شد.
با وجود اینکه بل در نتیجه اختراع تلفن فردی ثروتمند شده بود ولی همچنان به فعالیت‌های تحقیقاتی خود ادامه داد و چند وسیله سودمند دیگر، البته کم‌اهمیت‌تر از تلفن نیز اختراع کرد. او به کارهای مختلف علاقه داشت ولی توجه و علاقه اصلی او کمک به ناشنوایان بود. همسرش بانویی ناشنوا بود که بل قبلاً به او درس می‌داد. بل دو پسر و دو دختر داشت اما پسرانش در همان اوان نوزادی از دنیا رفتند.
واتسون در آن موقع فقط بیست سال داشت اما تا آن زمان به کارهای گوناگونی پرداخته بود مدرسه را در دوازده سالگی ترک کرد و از آن پس چندی به ظرفشویی و مدتی هم به پیشخدمتی پرداخته بود اما سرانجام به دلیل جاذبه شگفت برق به کارگاه ویلیامز آمده بود.
او آدمی چابک‌دست و تیزهوش بود و در نمونه‌سازی مهارت داشت، از این رو مخترعان او را خوب می‌شناختند. آشنایی بل با واتسون به این صورت بود که بل روزی درحالی‌که تلگراف هارمونیک را در دست داشت، ملاقات نمود و با او در زمینه بهتر کار کردن دیاپازن‌ها و فرستادن چند پیام در آن واحد با یک رشته سیم صحبت کرد. بل از واتسون خواست که او را در ساخت این دستگاه یاری نماید و واتسون هم قول داد تا آنجا که بتواند به آن‌ها یاری برساند.
از آن پس الکساندر و واتسون به آزمایش تلگراف هارمونیک دست زدند و آزمایش‌های آن‌ها پس از تعطیلی کارگاه آغاز می‌شد و آن‌ها تا سرتاسر بهار سال بعد با هم کار کردند.
الکساندر و واتسون برابر هم، هریک در سویی از اتاق ایستاده بودند. سیم درازی دو دستگاه را بهم وصل می‌کرد، الکساندر هر از گاهی یک دیاپازن برمی‌داشت و به گوشش می‌چسباند. سپس آن را بر جایش می‌گذاشت و کمی تنظیم می‌کرد و آزمایش را از سر می‌گرفت. آن‌ها به درستی نظریه خود آگاه بودند اما روش به کار بستنش را نمی‌دانستند. نخست نتهایی را به‌دقت موزون می‌کردند و با سیم می‌فرستادند اما هنگام دریافت آن‌ها را درهم می‌یافتند. بل در همین هنگام پس از آزمایش‌های زیاد، ناامید شد و
در همین هنگام جرقه تولید و ساخت تلفن در مغز او زده شد او طرح خود را به واتسون توضیح داد و پس از مشورت، آن‌ها به این نتیجه رسیدند که ساخت تلفن به هزینه زیادی احتیاج دارد و ساختن حتی یک نمونه هم از استطاعت مالی آن‌ها به دور است. پس از یکی دو روز بل به خود جرئت داد به دیدن آقای هبرد و آقای ساندرز که هر دو آن‌ها از سرمایه داران بوستون بودند برود تا از آن‌ها پشتیبانی بکنند اما آن‌ها استقبال چندانی از بل نکردند و به او پیشنهاد کردند که مشخصات تلگراف خود را به واشینگتن ببرد و آن را در اداره اختراعات ایالات متحده ثبت کند. او رهسپار واشینگتن شد و اختراع خود را ثبت کرد.
از آن به بعد الکساندر هفته‌ای یک شب با واگن اسبی به خانه هبرد می‌رفت چون در اولین دیدار که الکساندر برای کمک مالی به خانه آقای هبرد رفته بود در این دیدار دوستی الکساندر بر دل آن مرد نشست، میبل دختر آقای هبرد لال بود و از این رو پدرش از الکساندر خواست تا با روش خود با او سخن بگوید و سخن گفتن را به او یاد بدهد.
پس از چند هفته دیگر چندان نیازی به آموزش نبود زیرا میبل خوب سخن می‌گفت اما الکساندر هنوز هر هفته به خانه هبرد می‌رفت و خود را در آن خانه بیگانه نمی‌یافت و در همین هنگام به میبل قول داد که با او ازدواج بکند، در همین هنگام،
دو همکار، دیاپازن را برای کارخود کافی نیافته بودند، از اینرو الکساندر بر آن شد که به جای دیاپازن، از نی فولادین ارگ استفاده کند و آن‌ها با این کار نتیجه گرفتند و
توانستند صوت را انتقال دهند و امتیاز اولین تلفن در ۷ مارس ۱۸۷۶ به او اعطا شد.
در ۲۴ ژوئن ۱۸۷۶ الکساندر به نمایشگاه صدساله صنایع گام نهاد.
این نمایشگاه در فید مونت پارک فیلادلفیا برگزار شد. در این نمایشگاه، که امپراتور برزیل هم، حضور داشت، بل برنده جایزه ویژه شد.
پس از آن بل به معرفی اختراع خود در این زمینه پرداخت و در تالارهای زیادی سخنرانی کرد.
در همین هنگام آقای هبرد سرمایه‌گذاری را در تلفن آغاز کرد
و حتی راضی به ازدواج او با میبل شد و عروسی آن‌ها ۱۱ ژوئیه ۱۸۷۷ انجام گرفت و در همین هنگام بل به همراه میبل روانه انگلستان شد و در آنجا خانه‌ای را کرایه کرد و مشغول پذیرایی مهمانانی شد که هرکدام جویای آشنایی با تلفن بودند و
او در انگلستان حتی در حضور ملکه انگلستان هم طریقه کار تلفن را اجرا کرد.
بل و همسرش در ۱۸۷۸ با کشتی به سوی ایالات متحده آمریکا روانه شدند،
و بل به محض رسیدن به ایالات متحده آمریکا روانه بوستون شد تا به دفاع از امتیاز تلفن که شرکت وسترن یونیون مدعی آن شده بود بپردازد.
او در این دادگاه سر بلند بیرون آمد
و در همان سال آقای هبرد و واتسون اولین آگهی را چاپ کردند و این آگهی تأثیر شگفت‌انگیزی در مردم داشت، هرکس به فکر تهیه تلفن افتاد. در سال ۱۹۱۵ یک خط تلفن سرتاسری درخاک ایالات متحده آمریکا برقرار شد. آن روز رئیس‌جمهور ایالات متحده آمریکا از کاخ سفید در واشینگتن با فرماندار کالیفرنیا ارتباط برقرار کرده بود و صدای او را می‌شنید.
در ۲ اوت سال ۱۹۲۲ بل در باغ شخصی خود در بن بریا در استان نوا اسکوشیا در کانادا درگذشت.

## صدا
بنابر گزارش بی‌بی‌سی به نقل از موزه ملی تاریخ ایالات متحده آمریکا صدای الکساندر گراهم بل بعد از ۱۲۸ سال کشف شد.